# Papaver mairei
Papaver mairei är en vallmoväxtart som beskrevs av Jules Aimé Battandier. Arten ingår i släktet vallmor (Papaver) och familjen vallmoväxter (Papaveraceae). Inga underarter finns listade i Catalogue of Life.